# Manfred Krüppel
Manfred Krüppel (geboren 25. April 1947 in Rostock) ist ein deutscher Mathematiker und Hochschullehrer.

## Leben
Manfred Krüppel studierte von 1966 bis 1970 Mathematik an der Universität Rostock. Er promovierte 1971 bei Lothar Berg mit einer Dissertation zum Thema Beiträge zur Theorie der vertauschbaren Funktionen. Von 1971 bis 1975 war er wissenschaftlicher Assistent an der Universität Rostock. In den Folgejahren bis 1980  war Manfred Krüppel als Assistent und Oberassistent an der Pädagogischen Hochschule Güstrow tätig. 1977 habilitierte er sich mit einer Arbeit Zur Theorie der universellen Maße und Integrale an der Universität Rostock. 1980 wurde er dann an der Pädagogischen Hochschule Güstrow zum Hochschuldozenten für Analysis berufen. Diese Aufgabe nahm er bis 1991 an der PH Güstrow  und von 1991 bis 1992 an der Universität Rostock wahr. 1992 übernahm Manfred Krüppel eine Professur für Funktionsanalysis und Operatorentheorie  an der Rostocker Alma Mater. Diese hatte er bis zu seiner Emeritierung im Jahre 2012  inne. Seine Forschungsschwerpunkte sind die nichtlineare Operatorentheorie, nichtlineare Funktionalanalysis und Fixpunkttheorie.

## Schriften
- De Rham’s singular function, its partial derivatives with respect to the parameter and binary digital sums, Rostock. Math. Kolloq. 64, 57–74 (2009)
- On the extrema and the improper derivatives of Takagi’s continuous nowhere differentiable function, Rostock. Math. Kolloq. 62, 41–59 (2007)
- An erdogic theorem for asymptotically nonexpansive mappings, (co-author Jaroslaw Górnicki), Proceedings of the Royal Society of Edinburgh,  124A, 23–31,1994
- An iteration method for mappings of uniformly monotone type, (co-author Matthias Bethke), Zeszyty Naukowe Politechniki Rzeszowskiej 103,  Matematyka i Fizyka z 16, pages 76-72, 1992